# Kaifu
Kaifu är ett stadsdistrikt i Changsha i Hunan-provinsen i södra Kina.